# 노르웨이 국제 영화제

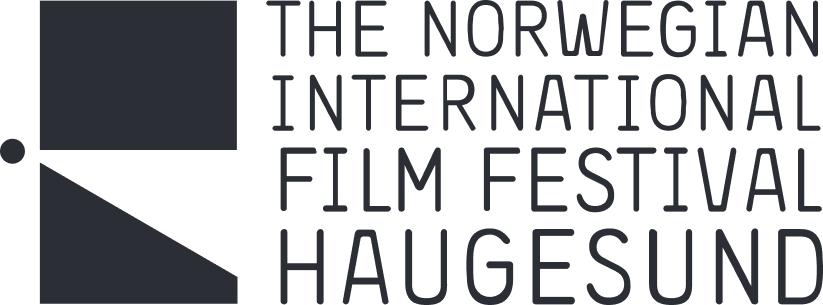
로고

노르웨이 국제 영화제(노르웨이어: Den norske filmfestivalen, 영어: Norwegian International Film Festival)는 노르웨이 헤우게순에서 매년 열리는 국제 영화제이다. 1973년 처음 개최되었다.

## 같이 보기
- 아만다상